# Стамп, Лоренс Дадли
Лоуренс Дадли Стамп (англ. Laurence Dudley Stamp; 9 марта 1898 года, район Кэтфорд, Лондон — 8 августа 1966 года, Мехико, Мексика) — британский географ XX века, профессор географии Лондонской школы экономики и Рангунского университета. Основоположник экономико-географического направления в изучении земель.

## Биография
Родился 9 марта 1898 года в лондонском районе Кэтфорд в многодетной семье. Окончил университетскую школу в Рочестере (1910—1913), где вступил в Рочестерское и окружное общество естествознания. В 1917 году окончил с отличием Королевский колледж Лондона.
Во время Первой мировой войны Стамп служил в британской армии во Франции и Бельгии (1917—1919).
После службы в армии вернулся в Королевский колледж в качестве учителя (демонстратор). В 1921 году Стамп получил докторскую степень.
В начале 1920-х Стамп отправился качестве геолога-нефтяника в Бирму, колонию Британской империи.
В 1923 году он был назначен профессором геологии и географии в новом университете в Рангуне. В 1926 году Стамп вернулся в Великобританию, работал преподавателем (reader) экономической географии в Лондонская школа экономики (LSE).
В 1936—1948 годы Стамп претворил в жизнь крупный проект «Исследование землепользования Великобритании», привлёк по обследованию всей страны добровольцев, включая коллег, студентов, школьных учителей и учеников. Публикация карт и отчетов началась в 1933 году и была завершена в 1948 году. Стамп сообщил о реакции фермера, который наткнулся на школьный класс, проводивший обследование землепользования на его земле. Сначала фермер рассердился, но остался доволен объяснением учителя, и написал об этом полезном для всего общества деле в местную газету. Учёный продолжал выступать в качестве консультанта правительств многих стран и подготовил общую схему всемирного исследования землепользования, которая была принята Международным географическим союзом.
В 1945 году Стамп стал профессором экономической географии и в 1948 году перешел на кафедру социальной географии. В период работы в Лондонской школе экономики Стэмп занимал руководящие должности во многих организациях. Он был председателем секции Британской ассоциации (1949), Географической ассоциации (1950), Международного географического союза (1952—1956), Института британских географов (1956) и вице-президентом Королевского общества искусств (1954—1956).
Стамп был советником правительства— заместителем председателя комитета Скотта по землепользованию в сельской местности (1941—1942). Как главный советник по использованию сельских земель в Министерстве сельского хозяйства (1942—1955) продвигал идею классификации земель, которая была официально принята для целей планирования и входил в Королевскую комиссию по землям общего пользования (1955—1958).
Профессор Стамп вышел на пенсию в 1958 году.
Помимо работы по дому в городке Бьюд в Корнуолле, Стэмп был директором семейной продовольственной фирмы и президентом Института бакалейных лавок (1960—1963).
Он был членом организации «Охрана природы» с 1958 года, председателем Британского национального комитета по географии (1961—1966) и президентом Королевского географического общества (1963—1966).
В 1964 году он возглавлял оргкомитет ХХ Конгресса Международного географического союза в Лондоне; страстный филателист, он успешно выступал за набор памятных марок. В 1965 году учёный возглавил Консультативный комитет по национальным ресурсам Министерства земельных и природных ресурсов.
Жена Стампа Эльза Ри, с которой он познакомился в Королевском колледже Лондона в начале 1920-х гг, умерла в 1962 году.
Лоренс Дадли Стамп умер в 1966 году на конференции в Мехико от сердечной недостаточности. Похоронен в Бьюде, на северо-востоке Корнуолла.

## Мемориальный фонд Дадли Стампа
Мемориальный фонд Лоренса Дадли Стампа Королевского географического общества предоставляет небольшие гранты для географов, чтобы помочь им в учёбе в аспирантуре и в дальнейших исследованиях по всему миру.

## Награды
- 1950 — медаль Чарлза П. Дейли